# ويلبر ماكدونالد
ويلبر ماكدونالد هو سياسي كندي، ولد في 13 سبتمبر 1933 في كندا. حزبياً، نشط في حزب المحافظين التقدمي لجزيرة الأمير إدوارد والحزب الكندي التقدمي المحافظ. وقد انتخب عضو مجلس العموم الكندي.